# 帝国文化院
帝国文化院（ていこくぶんかいん、ドイツ語: Reichskulturkammer）は、ナチス・ドイツ時代のドイツにおいて、文化・芸術・報道方面の統制を行った機関。

## 設置
帝国文化院は1933年9月22日に制定された帝国文化院法（Reichskulturkammergesetz）によって、国民啓蒙・宣伝省下の機関として設置が決まり、11月22日の文化院法施行令によって「芸術作品の生産、複製、上演、加工と普及保存、販売、仲介」に関わる「文化的職業身分」を包括的に監督することが定められた。帝国文化院総裁は国民啓蒙・宣伝大臣（ヨーゼフ・ゲッベルス）が兼任した。
施行令による文化院が管轄する文化財とは、「公衆に伝達する」ことが前提となっており、芸術は芸術家自身が認定するという前衛芸術の考えとは相容れなかった。またゲッベルスの「新しい国家において、芸術創作上の自由は保証される。この自由は、我々民族の必要性およびその責任により厳しく制限された範囲内にある。しかし、その境界は、芸術ではなく、政治によって線引きされる」という発言にも見られるように、文化院の設置は芸術に対する政治の優越性を前提としたものであった。

### 下部組織
帝国文化院のもとには分野別の7つの院が設置され、その分野での統制に当たった。また、ヴァイマル共和政時代に存在した職能団体を下部組織として組み込み、個々の団体に会員の審査を行わせた。
- 帝国著述院（ドイツ語版）(総裁: ハンス・フリードリヒ・ブルンク（ドイツ語版）（1933-1935）、 ハンス・ヨースト（ドイツ語版）（1935-1945）)
- 帝国映画院（ドイツ語版）(総裁: フリッツ・ショイアーマン（ドイツ語版）（1933-1935）、オスワルト・レーニヒ（ドイツ語版）（1935-1939）、カール・フレーリッヒ（1939-1945）)
- 帝国音楽院 (総裁：リヒャルト・シュトラウス（1933-1935）、ペーター・ラーベ（1935-1945）)
- 帝国演劇院（ドイツ語版） (総裁： オットー・ラウビンガー（ドイツ語版）（1933-1935）、ライナー・シュレッサー（ドイツ語版）（1935-1938）、ルートヴィヒ・ケルナー（ドイツ語版）（1938-1942）、パウル・ハルトマン（1942-1945）)
- 帝国新聞院（ドイツ語版） (総裁: マックス・アマン)
- 帝国ラジオ院（ドイツ語版）(総裁：ホルスト・ドレスラー＝アンドレス（ドイツ語版）（1933-1939）、1939年に国家放送協会に吸収)
- 帝国造形芸術院 (総裁：オイゲン・ヘーニヒ（ドイツ語版）（1933-1936）、アドルフ・ツィーグラー（ドイツ語版）（1936-1943）、ヴィルヘルム・クライス（ドイツ語版）（1943-1945）)